# Tobias Eriksson
Robert Tobias Eriksson (Ljusdal, 19 marzo 1985) è un ex calciatore svedese, di ruolo centrocampista.

## Carriera
Dopo cinque stagioni tra prima e seconda serie con la maglia del GIF Sundsvall, nel 2009 si è trasferito al Kalmar. In biancorosso è rimasto per dieci anni, prima di fare ritorno al GIF Sundsvall nel gennaio 2019.
Ha esordito con la nazionale svedese maggiore (seppur sperimentale) il 20 gennaio 2010 in occasione di un'amichevole contro l'Oman. Due giorni dopo ha giocato una seconda amichevole, contro la Siria.